# Etnolekt laski
Etnolekt laski lub język laski – mikrojęzyk słowiański oparty na górnoostrawskiej gwarze laskiej, używany m.in. przez laskiego poetę, Ondrę Łysohorskiego.
Kodyfikację laskiej gwary górnoostrawskiej usystematyzował w latach 30. XX wieku Óndra Łysohorsky (Erwin Goj), tworząc literacki język laski (lašský); pisał w nim poezję i opowiadania. W zakończeniu „Spjewajuco piaść” (1934) pisze on o ok. 2 mln ludzi mówiących językiem laskim po polskiej i czeskiej stronie granicy (też na Kisucach), zamieszkujących ziemie: raciborską, hulczyńską, opawską, ostrawską, frydecką, północno-wschodnie Morawy, cieszyńską po obu stronach Olzy oraz czadecką z doliną Turzówki i kotliną Czarne. Twierdzenie to wywołało szok i krytykę, przede wszystkim wśród Czechów.

## Opinie
Rudolf Grulich w swej przedmowie do monografii na temat Ondry Łysohorskiego pisze: Czasem nazywano ten język śląskim („schlonsakisch”) lub poniżająco wodno-polski („wasserpolakisch”). Lachowie pojawiają się też pod pojęciami Ślązacy lub Górale.
Hanna Dalewska-Greń uważa, że reprezentowany obecnie przez jednego, wybitnego pisarza, Ondrę Łysogórskiego, mikrojęzyk oparty na dialekcie laskim jest najciekawszym chyba zjawiskiem w Słowiańszczyźnie.

## Przykłady

### Przykład laskiego zdania i porównanie z pokrewnymi językami
- laski: Mjełach / Žech mjeła w Łubojatach četku.
- śląski:
  - górnośląski: Mjałach / Mjała żech w Łubojatach ćotka.
  - cieszyński: Mjałach na Łubojatach ćotke / ćotym.
    - zaolziańskie (tj. frysztackie, cieszyńskie i jabłonkowskie): Mjałach na Łubojatach ćote / ciotym.
- czeski: Měla jsem v Lubojatech tetu.
- polski: Miałam w Łubojatach ciotkę.

### Wiersz Óndry Łysohorskiego
Kaj noród mój?

Pisany je mój wérš nocami.

Joch był jak pes wyhnany w swět.

Joch błudził wečer ulicami

a społ jak chachar pod mostami,

mój žiwot ňeznoł žodén kwět.

Jo zatracény syn Ostrawy

pro kořéň mjesta némjéł sém.

Kus Polska tam, tu kus Morawy,

tu buržuj Čech, tam Polok drawy.

Kaj noród mój? Kaj lašsko zém?…

### Przykład tekstu zBaborowa
Rałz siekli trze chłopi trałwu na łuce. Jak ju zejsiekli, siedli se do kupky a rozprałwiali. Jedyn zacznuł opowiedać o Meluz-inie. Wrałz se porwał wielki wicher. Wtim przyszła ku nim szumnał pani a prawiyła: „Jał jest ta, co o ni rzuńdzicie. Eli to zrobicie, co wum powim, to budu wybawynał. Nejprzodzi budzie welnałski mrałz: to wydyrżcie. Potim przidzie welki hic; to tejż wytwejcie. Na ostatku stanie se wicher, a w tim wichrze uzdrzicie rozmańte wieca; to niy micie strachu”. Ci chłopi obiecali to zrobić, co im ta pani kałzała. A una sie straciyła. Jak tak jeszcze siedzieli w kupie, zrobiyła se wrałz strasznał zima. I zaczli myrznuć. Dyrkotali po całim ciele a zubama zgrzitali. Ale wydyrżeli. Po mrojzie przyszedł welki hic. Było tak horko, co ażby o mało byli zemdleli. Jeden ś nich już chcioł uciejc. Ci drudzy go jednak zadyrżeli. Potim hicu porwoł se wicher, a w tim wichrze widzeli rozańte straszna. To wszyscy trze chcieli uciekać. Ale spumnieło se im, co tej pani obiecali. I tim razym wytwali. Za chwilu było cicho. I przyszła zajś ta pani, dziekowała i dała im moc peniz, bo uni ju wybawiyli.

### Ostrawska piosenka ludowa
V jednym dumku na Zarubku

mjal tam chlopek švarnu robku,

ale robka teho chlopka rada nimjala.

A ten její chlopek dobrotisko byl,

Un te svoji robce všicko porobil,

Čepani ji pomyl, bravkum daval žrať,

Děcko mušel kolibať.

Robil všecko, choval děcko,

taky to byl dobrotisko,

ale robka teho chlopka rada nimjala.

Štvero novych šatuv, štvero střevice,

Do kostela nešla, enem k muzice,

Same šminkovani, sama parada,

Chlopka nimjala rada.

A chlopisku dobrotisku

sluze kanum po fusisku,

jak to vidí, jak to slyší, jako robka je.

Dožralo to chlopka, že tak hlupy byl,

do hospody zašel, vyplatu přepil,

a jak domu přišel, řval jak hrom by bil,

a tu svoju robku zbil.

Včil ma robka rada chlopka,

jak un pisko ona hopka,

Hanysko sem, Hanysku tam,

jo tě rada mam.

Věřte mi ludkově, že to tak ma byť,

raz za čas třa robce kožuch vyprašiť,

a potom je dobro ta jak ovečka

a ma rada chlopečka.

## Literatura po lasku (wybór)
Głównym przedstawicielem laskiej literatury był Óndra Łysohorsky, oprócz niego w latach 30. XX w. tworzyli: Jan Stunavsky (właściwie: Jan Lisník), Jozef Šinovsky (wł.: Jozef Bilan), Jura Hanys (wł.: Bohumil Marek) i inni, określani jako laska perspektywa. Ich literacka działalność po lasku zakończyła się jednak wraz z wybuchem II wojny światowej, a próby jej wznowienia po wojnie były raczej nieśmiałe, nieliczne i związane z represjami komunistycznych władz CSR.

### Poezja

#### Óndra Łysohorsky
- Spjewajuco piaść (1934) (pl. Śpiewająca pięść)
- Hłos hrudy (pl. Głos ziemi) (1935)
- Wybrane wérše (Wybrane wiersze)(1936)
- Lašsko poezyja 1931–1937
- Aj lašske řéky płynu do mořa (1958)
- Lašsko poezyja 1931–1977 (1988)

#### Jan Stunavsky
- Melodyje z hur (1945) (pl. Melodie z Gór)

### Proza

#### Josef Šinovsky
- Hałdy na roli (1945) – powieść

#### Emilie Gudrichová
- Slezsko mluví (1946) (pl. Śląsk mówi)